# Idioma umbuygamu
El idioma morrobolam, anteriormente conocido como Morrobalama y Umbuygamu, es un idioma pama posiblemente extinto de Princess Charlotte Bay en el lejano norte de Queensland en Australia, que fue hablado por un grupo de personas de Lamalama.

## Historia
En 1898, la población de aborígenes australianos (aborígenes australianos) del área de Princess Charlotte Bay ascendía a alrededor de 1.000. Sin embargo, el asentamiento blanco de la región les hizo perder casi todas sus tierras tradicionales. Los numerosos grupos aborígenes de la región fueron trasladados a la fuerza a misiones y estuvieron expuestos a enfermedades como sífilis y gripe española. Esto dio como resultado que la población aborigen de la región disminuyera en un 90% desde los niveles de 1898.
En la década de 1930, muchos de los aborígenes supervivientes fueron trasladados a la Old Lockhart River Mission. Los aborígenes que permanecieron en su territorio pertenecían a varios grupos lingüísticos del pueblo lamalama: morrobalam, Lamalama (también conocido como Mba Rumbathama) y Umpithamu (Umbindhamu), y vivían allí hasta 1961. Durante ese tiempo, la mayoría de los aborígenes trabajaron en estaciones de ganado locales o fueron asesinados por la policía montada. En 1961, los aborígenes que habían permanecido en sus tierras fueron trasladados a la punta de la Península del Cabo York.
En la década de 1990, el número total de hablantes se redujo a cuatro hablantes de edad avanzada. Solo dos de esos hablantes, Nancy Gunnawarra y Mabel Kullakulla, hablaban el idioma con regularidad. La mayoría de los jóvenes de la comunidad podían entender el idioma pero no podían hablarlo.

## Nombramiento y relaciones lingüísticas
La base de datos de Austlang enumeraba anteriormente a Morrobolam como Umbuygamu (un exónimo; Morrobolam es un nombre de clan). Citando al lingüista Jean-Cristophe Verstraete (2018), dice que "Morrobalama" es una transcripción errónea, y que Lamalama, Rimanggudinhma (Mbariman-Gudhinma) y Morrobolam forman una genética subgrupo de Paman conocido como Lamalamic, "definido por innovaciones compartidas en fonología y morfología". Dentro de este subgrupo, "Morrobolam y Lamalama forman una rama fonológicamente innovadora, mientras que Rumanggudinhma forma una rama más conservadora".

## Fonología

### Vocales
El sistema de vocales de Morrobolam es típico de las lenguas aborígenes australianas en el sentido de que contiene solo cinco vocales.
|         | Anterior | Posterior |
| ------- | -------- | --------- |
| Cerrada | i        | u         |
| Media   | e        | o         |
| Abierta | a        |           |

Todas las vocales muestran una longitud de vocal contrastiva.

### Consonantes
Inusualmente para un idioma australiano, el morrobolam tiene un inventario de consonantes relativamente grande, que incluye fricativas, consonantes preparadas y otras consonantes que normalmente no se encuentran en los idiomas aborígenes australianos.
In this table, the orthographic symbols are bolded where they differ from IPA orthography.
|                 |                 | Bilabial | Bilabial    | Dental | Dental      | Alveolar | Alveolar    | Postalveolar | Retroflexia | Palatal | Velar  | Velar    | Glotal |
| plana           | preoclusiva     | plana    | preoclusiva | plana  | preoclusiva | plana    | preoclusiva | Postalveolar | Retroflexia | Palatal |        |          | Glotal |
| --------------- | --------------- | -------- | ----------- | ------ | ----------- | -------- | ----------- | ------------ | ----------- | ------- | ------ | -------- | ------ |
| Oclusiva        | sorda           | p        |             | tt /t̪/ |             | t        |             |              |             | tj /c/  | k      |          | ' /ʔ/  |
| Oclusiva        | Sonora          | b        |             | dd /d̪/ |             | d        |             |              |             | dj /ɟ/  | g      |          |        |
| Fricativa       | sorda           | f /ɸ/    |             | th /θ/ |             |          |             | sh /ʃ/       |             |         | h /x/  |          |        |
| Fricativa       | sonora          | v /β/    |             | dh /ð/ |             |          |             |              |             |         |        |          |        |
| Nasal           | Sorda           |          |             |        |             |          |             |              |             |         |        | kng /kŋ/ |        |
| Nasal           | sonora          | m        | pm /pm/     |        | ttnh /t̪n̪/   | n        | tn /tn/     |              |             | ny /ɲ/  | ng /ŋ/ | gng /gŋ/ |        |
| Aproxiante      | plana           |          |             |        |             |          |             |              |             | y /j/   |        |          |        |
| Aproxiante      | lateral         |          |             | lh /l̪/ |             | l        |             |              | rl /ɭ/      | ly /ʎ/  | w      |          |        |
| Vibrante        | sorda           |          |             |        |             | rh /r̥/   |             |              |             |         |        |          |        |
| Vibrante        | sonora          |          |             |        |             | rr /r/   |             |              |             |         |        |          |        |
| Vibrante simple | Vibrante simple |          |             |        |             |          |             |              | r /ɽ/       |         |        |          |        |

## Morphología
El morrobolam es una lengua ergativa-absolutiva.

### Sustantivos y pronombres
Los pronombres personales tienen dos casos: nominativo para sujetos intransitivos y transitivos, y acusativo para objetos transitivos. Los sustantivos tienen un caso ergativo para la función de sujeto transitivo y un caso absolutivo para la función de sujeto intransitivo y de objeto transitivo. Hay un total de al menos 10 casos de sustantivos, y el sufijo que marca el caso depende de la consonante final en la raíz de la palabra. El caso absolutivo es el único sufijo de caso que no depende de la consonante final y tiene un cero como sufijo..
atha -Ø           la-ngan
fire-ABS        burn - 3sg0
"El fuego está ardiendo ahora".
Los pronombres se adjuntan al final del verbo como sufijo, ya sea como nominal o posesivo.